# Feliks Taranek
Feliks Taranek (imię zakonne Franciszek Marian; ur. 1 czerwca 1915 w Dworszowicach Kościelnych, zm. 15 grudnia 1982 w Częstochowie) – polski duchowny, zakonnik w Zgromadzeniu Braci Szkół Chrześcijańskich (bracia szkolni), trzykrotny wizytator polskiej prowincji braci szkolnych (prowincjał), mistrz nowicjatu, przełożony klasztorów w Częstochowie, Dusznikach-Zdroju i Lublinie, pedagog oraz Sługa Boży Kościoła katolickiego.

## Życiorys

### Lata dzieciństwa i młodości
Feliks Taranek pochodził z ziemi sieradzkiej, gdzie się urodził 1 czerwca 1915(dts) o godzinie 6:00 w Dworszowicach Kościelnych (ówczesna diecezja włocławska), w chłopskiej, zamożnej, religijnej rodzinie wielodzietnej (miał sześcioro rodzeństwa) jako syn Kaspra i Franciszki z domu Rodek. Następnego dnia (2 czerwca) został ochrzczony w miejscowym kościele św. Michała Archanioła, a rodzicami chrzestnymi byli Wojciech Majdzik i Józefa Wolska. W rodzinnej wsi uczęszczał do szkoły podstawowej. Wówczas, będąc pod wpływem pielęgnujących duchowość rodziców zaczął interesować się zaszczepioną przez nich wiarą. Zdarzało się, że w ławce szkolnej klękał i odmawiał w południe Anioł Pański, czytał książki i prasę katolicką, a często samotnie w domu się modlił. Warto dodać, że jego młodsza siostra Anna również wybrała drogę życia konsekrowanego, zostając zakonnicą w Zgromadzeniu Sióstr Wspólnej Pracy od Niepokalanej Maryi oraz przyjmując imię zakonne Amelia. Ponadto jego bratanica również wstąpiła do tego zgromadzenia jako s. Brunona Taranek ZSNM, a siostrzeniec Bogdan Żurek został księdzem w archidiecezji częstochowskiej.

### W zakonie braci szkolnych
Kluczowym momentem w jego życiu było spotkanie ze szwagrem od którego dowiedział się o przebywających w pobliskiej Częstochowie Braciach Szkół Chrześcijańskich, nazywanych potocznie braćmi szkolnymi, którzy przy ul. Pułaskiego mieli swój dom zakonny „Marianum”. Spotkanie to i przemyślenia po nim były powodem wyboru przez niego życia konsekrowanego. 2 września 1931(dts) wstąpił do zgromadzenia braci szkolnych, rozpoczynając postulat, a następnie nowicjat, po którym przyjął obłóczyny 14 grudnia tegoż roku, otrzymując imię zakonne Franciszek Marian (na cześć Matki Bożej i św. Franciszka z Asyżu). Podczas formacji początkowej poważnie zachorował na żołądek, tak że zachodziła obawa przerwania przez niego drogi zakonnej. Problemy zdrowotne udało mu się pokonać i 11 czerwca 1933(dts) złożył w Częstochowie pierwszą profesję zakonną. Następnie pomagał przy nowicjacie i pracował jako ogrodnik, a po przeniesieniu nowicjatu za granicę pracował jako wychowawca w „Marianum” oraz – prawdopodobnie – przez krótki czas był nauczycielem i wychowawcą w domu dziecka w Liskowie. W czerwcu 1938 po dwumiesięcznym kursie zdał egzamin końcowy, tzw. małą maturę w Krakowie.
W sierpniu 1939 został skierowany na studia w seminarium nauczycielskim do Lwowa, gdzie zastał go wybuch II wojny światowej. Ostatecznie w grudniu przedostał się ze Lwowa do jedynego ocalałego domu braci szkolnych w Polsce „Marianum” w Częstochowie, gdzie początkowo został ekonomem wspólnoty. Od listopada 1941 pracował jako wychowawca, ekonom i zastępca dyrektora w domu dziecka przy al. Najświętszej Maryi Panny w Częstochowie. Dom dziecka w październiku 1942 przeniesiono na Jasną Górę do tzw. pokoi królewskich, a w lutym 1943 na ulicę Krótką. Przełożeni mieli w planie by został przełożonym częstochowskiej wspólnoty. Z tego powodu jako jedyny brat szkolny 14 listopada 1943(dts) złożył w czasie II wojny światowej śluby wieczyste, po których w marcu 1944 został przełożonym wspólnoty. W tymże roku otrzymał świadectwo dojrzałości (maturę) i dalej na tajnych kompletach kontynuował naukę na studiach pedagogicznych i polonistycznych.
Po zakończeniu II wojny światowej, został skierowany w lipcu 1945 do utworzonego sierocińca „Orlęta” w Dusznikach-Zdroju, gdzie został najpierw ekonomem, nauczycielem i kierownikiem szkoły, a od lipca 1947 dyrektorem wspólnoty tamtejszych braci szkolnych. Po likwidacji sierocińca w marcu 1949 powrócił do pracy w domu dziecka przy ul. Krótkiej w Częstochowie, a w lipcu tegoż roku został przeniesiony do wspólnoty przy ul. Pułaskiego, gdzie był ekonomem i ogrodnikiem. Równolegle z tą pracą uzupełniał swoje wykształcenie i w styczniu 1952 na Uniwersytecie Łódzkim uzyskał tytuł magistra pedagogiki. W latach (1952–1956) był studentem na wydziale filologii klasycznej Katolickiego Uniwersytetu Lubelskiego, po ukończeniu którego obronił w 1958 pracę dyplomową pod kierunkiem doc. dr Janiny Niemirskiej-Pliszczyńskiej na temat: „Ród i rodzina w Odysei”. Równolegle ze studiami w okresie (1952–1962) był przełożonym oraz wychowawcą i nauczycielem w Niższym Seminarium Duchownym braci szkolnych tzw. „Biskupiaku” w Lublinie. W lipcu 1962 powrócił do Częstochowy, zostając dyrektorem wspólnoty, nauczycielem łaciny w Niższym Seminarium Duchownym i Instytucie Teologicznym oraz ogrodnikiem, a ponadto uczył braci języków obcych (francuskiego i niemieckiego). Następnie w sierpniu 1968 został wicedyrektorem nowicjatu i ekonomem prowincji, a od sierpnia 1971 mistrzem nowicjatu i dyrektorem wspólnoty.
8 czerwca 1973(dts) został wybrany drugim w historii wizytatorem polskiej prowincji, przenosząc się do Lublina na ul. Podwale. Zainicjował powstanie trzech nowych placówek braci szkolnych w: Sopocie (1973), Częstochowie przy ul. Kard. Wyszyńskiego (1975) i Zawadzkiem (1976). Po wyborze 25 czerwca 1976(dts) na drugą kadencję prowincjała, przeniósł się do Częstochowy do „Marianum”, zostając dodatkowo w okresie (1976–1978) ponownie mistrzem nowicjatu. W 1978 aktywnie uczestniczył w II Synodzie Diecezjalnym w Częstochowie. W czerwcu 1979 spotkał się z papieżem Janem Pawłem II na Jasnej Górze podczas jego pierwszej pielgrzymki do Polski. 16 stycznia 1980(dts) został wybrany na trzecią kadencję prowincjała. Podczas ostatniej kadencji zorganizował i brał udział 4 kwietnia 1980(dts) na Jasnej Górze w obchodach 300-lecia powstania zgromadzenia braci szkolnych, a ponadto w tej kadencji powstała nowa placówka w Łodzi (1981). W dniach od 30 kwietnia do 6 lipca 1981 uczestniczył w Rzymie, w kongresie wizytatorów zgromadzenia. Jesienią tegoż roku (21 listopada) spotkał się ponownie z papieżem Janem Pawłem II w Rzymie.
W sierpniu 1982 przestał pełnić urząd prowincjała, zostając mistrzem nowicjatu oraz dyrektorem wspólnoty klasztornej przy ul. Pułaskiego w Częstochowie. Wkrótce okazało się, że cierpi na nieuleczalną chorobę – raka żołądka. 14 grudnia 1982(dts) podczas pracy zasłabł, a wezwana karetka pogotowia przewiozła go do szpitala, gdzie przeprowadzono operację. Zaawansowanie choroby było jednak tak dotkliwe, że następnego dnia (15 grudnia) około godziny 13:00 zmarł w szpitalu. Ceremonia pogrzebowa pod przewodnictwem bp. Tadeusza Szwagrzyka odbyła się 18 grudnia 1982(dts) w kościele Matki Bożej Zwycięskiej w Częstochowie z udziałem rodziny, ponad dwudziestu księży, duchowieństwa diecezjalnego i zakonnego oraz wiernych, po czym został pochowany w grobowcu braci szkolnych na cmentarzu św. Rocha (sektor 41, nr rzędu 13, nr grobu 16).

## Proces beatyfikacyjny
W 1995 powstała w zgromadzeniu braci szkolnych wstępna propozycja wyniesienia go na ołtarze. Rada prowincji zebrana w Częstochowie 6 stycznia 2009(dts) jednogłośnie poparła wniosek o rozpoczęcie przygotowań do podjęcia procesu beatyfikacyjnego. Metropolita częstochowski abp Stanisław Nowak, pismami z 2 października 2009(dts) ustanowił wnioskodawcę procesu beatyfikacyjnego – polską prowincję zgromadzenia braci szkolnych oraz mianował postulatora diecezjalnego procesu, którym został br. Marek M. Urbaniak FSC. Następnie postulator 23 maja 2011(dts) zwrócił się z oficjalną prośbą do abp. Nowaka o wszczęcie procesu beatyfikacyjnego, który w czerwcu tegoż roku zwrócił się o opinię w tej strawie do Konferencji Episkopatu Polski. Po uzyskaniu pozytywnej odpowiedzi Konferencji Episkopatu Polski skierowano pismo do Kongregacji Spraw Kanonizacyjnych w Rzymie, celem uzyskania zgody na przeprowadzenie procesu tzw. nihil obstat. Następnie abp. Nowak 19 sierpnia 2011(dts) wydał edykt, w którym poprosił wszystkich o przekazanie do 30 listopada 2011(dts) wszelkich dokumentów, pism i informacji mogących pomóc w tym procesie. Stolica Apostolska 7 października tegoż roku wydała zgodę na przeprowadzenie tego procesu. Odtąd przysługuje mu tytuł Sługi Bożego.

## Upamiętnienie
- W pierwszą rocznicę śmierci (15 grudnia 1983(dts)) w nowym budynku przy ul. Pułaskiego w Częstochowie (którego był inicjatorem) wmurowano okolicznościową tablicę pamiątkową jemu poświęconą[1].
- Ułożono – za zezwoleniem Kurii Metropolitalnej w Częstochowie z dnia 31 marca 2009 – specjalną modlitwę za jego wstawiennictwem[10]. Każda ze wspólnot polskiej prowincji w jednym dniu tygodnia odmawia modlitwę o łaski za jego przyczyną i wyniesienie go na ołtarze[1].
- Jedna z jego sióstr Antonina Gładszy zadedykowała mu jeden z pożegnalnych wierszy ku jego pamięci pt. Pożegnanie[11].